# Épistémologie du droit
L’épistémologie du droit ou épistémologie juridique est « l’étude de la formation et du développement du savoir juridique ». Plus techniquement, l'épistémologie du droit est « l’étude des modalités selon lesquelles les assertions portant sur le droit sont fondées et produites ».
L’emploi du terme d’épistémologie juridique est sujet à controverse car il semble supposer que le droit peut faire l’objet d’une science ou que le droit est une science. Or ces idées sont fortement débattues dans le domaine de la théorie du droit si bien que l’usage des termes « épistémologie du droit » ou « épistémologie juridique » est loin d’être une évidence.
Ainsi, la question essentielle qui se pose à propos de l’épistémologie juridique est de savoir si elle existe en tant que telle, autrement dit si elle est autonome vis-à-vis d’autres disciplines. La possibilité même de l’épistémologie juridique fait l’objet de débats parmi les philosophes et les théoriciens du droit non seulement sur l’usage du terme mais encore sur l’idée elle-même qui paraît impliquer d’identifier un objet et une méthode propres en droit. C’est dans cette dernière voie que se sont engagés des auteurs défendant la spécificité de l’épistémologie juridique au regard d’autres disciplines afin d’isoler ses caractères propres. Ainsi, certains écrits se réclament explicitement de l’épistémologie juridique tandis que d’autres écrits abordent des thématiques épistémologiques mais sans employer le mot, sans doute parce son usage lui-même est controversé.

## Possibilité de l'épistémologie juridique

### Possibilité liée au terme d’«épistémologie juridique»

#### Le terme concerne-t-il le droit?
La notion d'épistémologie peut sembler totalement étrangère à la notion de droit. En effet, l'épistémologie se définit comme étant la connaissance des sciences ou dans une acception plus large comme la théorie de la connaissance. Le débat sur le champ de la matière épistémologique n'est pas tout à fait tranché mais il est possible de partir de la définition de Jean Piaget qui fait de l'épistémologie « l’étude de la constitution des connaissances valables ». Par le biais de cette définition l'épistémologie ne semble plus étrangère au monde juridique. Ainsi, certains auteurs à l’instar de Christian Atias et Paul Amselek, parlent volontiers de savoir juridique.
Toutefois, peut-on transposer au droit le terme d’épistémologie alors que celui-ci a d’abord été utilisé pour décrire l’étude des méthodes et principes des sciences dites « dures » ? L’épistémologie n’est-elle pas un questionnement relevant seulement de la philosophie des sciences ?
La distinction entre épistémologie générale et philosophie des sciences n’est pas toujours évidente.
Pour certains, l’épistémologie générale serait un synonyme de la philosophie des sciences. En effet, cette dernière peut se définir comme une étude qui a pour objet la science en tant que notion, une définition qui correspond à celle de l’épistémologie générale selon Léna Soler. Effectivement, pour cet auteur, l’épistémologie générale « interroge la signification du concept de science » tandis que celle dite régionale se focalise sur une discipline en particulier. Ainsi, l’épistémologie générale serait l’épistémologie de la « Science » tandis que l’épistémologie régionale serait l’épistémologie « des sciences ». Selon Léna Soler, l’épistémologie est « un discours réflexif et critique », « deux attributs (qui sont) caractéristiques de la philosophie ». Par conséquent, comme l’énonce Gilles Gaston Granger « l’épistémologie demeure philosophie des sciences ».
Toutefois, d’autres auteurs considèrent au contraire que ces deux disciplines peuvent être dissociées. En effet, dans le cadre de l’épistémologie générale, l’étude des sciences serait une fin en soi alors que pour la philosophie des sciences cela serait un moyen d’éclairer d’autres préoccupations philosophiques.
Si l’on dissocie l’épistémologie générale et la philosophie des sciences, il faut se demander alors si l’épistémologie juridique est une fin en soi ou si c’est un moyen de répondre à des questions plus générales d’ordre philosophique. Dans le premier cas on considèrera que ce n’est pas une espèce particulière de la philosophie des sciences mais uniquement de l’épistémologie générale et dans le second cas on admettra au contraire que l’épistémologie juridique fait partie de la philosophie des sciences.

#### Le terme suppose-t-il que le droit est une science?
Contrairement aux sciences de la nature, comme la physique ou la biologie, pour lesquelles l'activité scientifique est une « réussite spectaculaire » qui explique des phénomènes de façon rigoureuse, le droit souffre d'incertitudes et il peut être douteux de parler de science du droit.
Cependant, Christian Atias prétend que cette réussite spectaculaire n'est pas une condition sine qua non du développement d'une épistémologie et donc de l'épistémologie juridique. Si l'on n'attribue pas à la discipline juridique le statut de science, il pourrait exister néanmoins un savoir juridique, des connaissances juridiques. En attesterait l'existence de juristes chercheurs, de centres de recherche, de revues et d'ouvrages juridiques qui leur sont consacrés. Ce savoir juridique suivrait des « normes méthodologiques », qu'il serait envisageable d'étudier. La condition de l'objet de l'étude épistémologique pourrait être ainsi remplie de façon pragmatique.
Pour d’autres, les expressions utilisées – épistémologie du droit ou juridique– ne sont pas pertinentes. Michel Troper ou André-Jean Arnaud décrivent tous deux une situation floue. Ils reprochent aux auteurs de donner des titres d'ouvrages déconnectés de leur contenu. Pour André-Jean Arnaud le manuel d'épistémologie juridique de Christian Atias, par exemple, ne traite pas que d'épistémologie mais aussi, entre autres, de philosophie. De son côté, Michel Troper fait le même constat en admettant qu’il n'existerait pas à l'heure actuelle de recherches purement épistémologiques ou philosophiques. La pensée dominante en la matière suppose qu’il y a épistémologie juridique si au préalable on a fondé une science qui prend pour objet d’étude des régularités factuelles et qui présente donc un caractère empirique ou expérimental.

### Possibilité liée à la scientificité de l’épistémologie juridique

#### Objet de l’épistémologie juridique

##### La thèse de l’absence d’objet propre
La conception traditionnelle de l’épistémologie suppose l’existence préalable d’un objet épistémologique, c'est-à-dire d’un savoir. Par conséquent, à moins de considérer que l’épistémologie est elle-même constitutive, c'est-à-dire que c’est elle qui va déterminer ce qui est un savoir, une épistémologie juridique supposerait l’existence préalable d’un savoir juridique.
Une première difficulté sémantique tient au caractère polysémique et à l’ambiguïté des emplois du mot savoir. Très souvent le mot savoir est employé indifféremment comme synonyme de connaissance ou de science, et inversement, autrement dit comme un terme générique. En effet, le mot science vient du latin scientia qui lui-même est une traduction du mot grec épistémê qui signifie « le savoir ».
Malgré tous les approfondissements sémantiques que l’on peut apporter, il en ressort une grande confusion. Dès lors, la façon la plus adéquate de procéder consiste à restituer le sens moderne des termes de connaissance et de savoir par une définition de la science telle qu’elle est communément admise aujourd’hui. Autrement dit, la science serait un ensemble de connaissances et de recherches qui présentent « un degré suffisant d’unité, de généralité », de telle sorte que quiconque s’y consacrerait aboutirait à des conclusions concordantes indifférentes à la subjectivité du sujet qui s’y emploie, et qui ne sont pas le résultat de conventions arbitraires ; mais au contraire le résultat de relations objectives, découvertes graduellement et qui sont confirmées par des méthodes de vérifications préétablies.
Dans la Critique de la raison pure, Kant, pour théoriser les conditions de possibilité de la connaissance, part d’un fait : « l’existence des sciences ». S’agissant du droit se pose la question de savoir quel fait suffisamment fixe et invariant peut être pris comme objet d’étude ? Certains prétendent que « le droit constitue une réalité sociale empirique complexe comprenant des entités linguistiques et extra-linguistiques, y compris des phénomènes psychiques et des phénomènes de comportement ». Il est bien un phénomène juridique variable selon les perceptions de la foule de juristes, de théoriciens, de philosophes, etc., et qui par conséquent ne peut prétendre être un savoir juridique.
De même, la célèbre distinction établie par Dilthey dans la deuxième moitié du XIXe siècle en Allemagne, entre expliquer (erklären) et comprendre (verstehen), qui est intervenue dans le contexte historique de la querelle des méthodes (methodenstreit). Dilthey fait la distinction entre les sciences de la nature (naturwissenschaften) et les sciences de l’esprit (geisteswissenschaften) ou les sciences morales (moralwissenschaften). Ces dernières ont pour ambition majeure l’étude scientifique des réalités intérieures, et se distinguent des sciences de la nature par leurs caractères et leurs ressources. La question centrale qui occupe les sciences de l’esprit est de savoir « comment connaître la vie qui ne se prête pas à une saisie directe puisqu’elle est évolution continue ? ». Dilthey a cherché à fixer les limites des sciences naturelles. Il considère que le véritable positivisme ne consiste pas à importer la méthode des sciences naturelles dans les sciences morales, mais au contraire, en l’adaptation des méthodes à la diversité des objets. La compréhension, comparable à la vision d’un artiste, ne reproduit pas le réel, et relèverait donc des sciences de l’esprit, tandis que l’explication relèverait des sciences naturelles, fondées sur le principe de causalité. Selon Dilthey, comprendre est un acte qui porte non pas sur des faits, mais sur des significations. Or la signification ne relève pas des faits mais de l’intellect. En conséquence de quoi, le droit ne peut être considéré dans la perspective de Dilthey comme une science de la nature, il est une herméneutique, c'est-à-dire un art d’interpréter les signes. Ainsi, l’opposition entre expliquer/comprendre appelle une autre opposition entre facteurs causaux naturels ou intentionnels, ou encore à l’opposition entre les explications nomologico déductives ou non légalistes. L’explication dite nomologico déductive est une méthode permettant la déduction de phénomènes observables grâce à des lois. L’explication dite non légaliste est une sorte de scénario interprétatif qui permet d’établir des liens entre des faits connus relatifs à l’objet d’étude, leur conférant ainsi un sens, mais qui ne permet pas pour autant de dégager des lois universelles.
En outre, un auteur comme Michel Troper réfute l’idée d’un savoir propre au droit. S’inscrivant dans la lignée de Kant pour qui les choses ne peuvent jamais être connues comme telles, en soi, mais seulement comme elles sont une fois qu’elles apparaissent en tant que phénomène, l’auteur définit la norme comme le résultat de l’interprétation d’un texte effectuée par le juge. Outre les contraintes juridiques, il reconnait et admet l’existence de contraintes externes au droit: ce peut être des principes moraux, des idéologies, des opinions politiques, des croyances religieuses… etc dont résulte la solution. Le savoir juridique est ici le fruit d’un mélange hasardeux entre liberté du juge et contraintes (internes et externes).
De même, pour André-Jean Arnaud le droit n'est pas indépendant. Le droit ne serait qu'au centre de plusieurs matières comme l'économie ou la sociologie. Ainsi pour faire une science du droit il faudrait faire de « l'anthropologie juridique » qui n'étudie pas le droit en tant que tel. Le droit est étudié à travers un intermédiaire, à savoir le comportement humain relatif aux normes juridiques, ce qui lui retire immédiatement son caractère propre.

##### La thèse de l’objet propre
Certains auteurs perçoivent le savoir juridique comme un objet totalement autonome pouvant être théorisé.
Christian Atias adopte une définition large de l’épistémologie, c'est-à-dire qu’il l’envisage comme l’étude critique d’un ensemble de connaissances produites par une collectivité savante. Il considère en effet qu’il existe bel et bien un savoir sur le droit et un savoir dans le droit Le savoir dans le droit, qui est la connaissance nécessaire à l’application du droit, peut être vraie ou fausse ; il recoupe les faits, mais aussi l’identification des normes applicables. Quant au savoir sur le droit, il porte sur le droit à faire, et il constitue un savoir parce qu’il est la connaissance des conséquences de la norme que l’on va poser. Ainsi, l’épistémologie peut prendre soit le droit pour objet, dans ce cas-là, elle est donc « l’étude des modalités selon lesquelles les assertions du droit sont fondées et produites » ; ou encore, elle peut prendre pour objet la connaissance du droit, et dans ce cas-là, l’épistémologie devient « l’étude des modalités selon lesquelles les assertions portant sur le droit sont fondées et produites ». La science du droit se présente alors comme « la construction d’un système de propositions, comme un langage rigoureux et cohérent », autrement dit comme un métalangage. C’est selon lui, à cette seule condition qu’il est permis de parler de science du droit, et par la même d’épistémologie juridique.
Selon un ouvrage récent, l'épistémologie juridique « se définit par son objet très particulier (la connaissance juridique) bien plus que par ses intentions et ses méthodes, si bien qu'elle peut être aussi bien scientifique, donc objective, que philosophique et critique ». Elle « se désintéresse du contenu du savoir juridique car ce sont ses origines, ses méthodes, ses modes d'inférence, ses logiques et ses conséquences qui la préoccupent. L'épistémologie juridique étudie donc, non directement les connaissances juridiques, mais les moyens des connaissances juridiques, les méthodes et les démarches qui permettent - ou qui ne permettent pas - de les acquérir ». Ainsi, l'épistémologue du droit « étudie et critique les normes méthodologiques, les principes, les postulats, les concepts, les classifications, les expériences, l'expérience ou encore les théories qui font le droit compris comme discipline académique. Ces éléments orientent le regard de l'observateur du droit et tendent à fixer l'image qu'il en retient ; c'est à cet aspect normatif des travaux juridiques, qui fait que le juriste voit ce qu'il voit et, par conséquent, que le droit est ce qu'il est et que la pensée juridique est ce qu'elle est, que s'attache l'épistémologie juridique ».
Yan Thomas dans un article explique qu’il est incontestable que le droit s’inspire de diverses disciplines, pour y puiser notamment des notions et des concepts. Mais il va mettre en évidence, le fait qu’une fois que le droit a pris possession de ces éléments, il se les approprie, ces derniers perdent alors leur identité originelle, ils sont assimilés par le droit. Il va pour cela prendre l’exemple de la bonne foi, « bona fides » en droit romain. La fides est à l’origine une valeur religieuse, morale. Le droit a pris possession de cette notion mais ce faisant elle ne va pas pour autant conserver son sens originel. De manière plus générale, le droit emprunte au langage courant (ex : répétition, rescision), au langage économique (ex : concurrence, clientèle), au langage axiologique (ex : bon père de famille, bonne foi, équité). On ne peut alors appréhender le sens de ces mots en les analysant étymologiquement ou philologiquement. Au contraire, il faut les replacer dans leur contexte juridique. Selon Yan Thomas : « la lecture ’’juridique’’ d’un énoncé juridique ne peut se faire qu’à l’aide des règles propres au métalangage du droit. Car ce dernier possède des caractères structurels qui sont à l’origine de l’écart entre la langue du droit et la langue commune ». La pénétration du droit par des termes issus de disciplines qui lui sont extérieures ne signifie alors en aucune manière une intrusion de ces matières dans le droit, mais constitue simplement la reprise par ce dernier d’une terminologie préexistante qui devient le support de sens juridiques nouveaux. Le produit de ces opérations appartiendra bel et bien au domaine juridique, où il acquerra sa propre réalité. Le droit est une langue autonome à laquelle correspond un code linguistique propre : des règles d’interprétation, de transformation, des concepts utilisé dans la recherche du sens. Peu importe alors l’origine des concepts, des notions, des mots… Ils entrent tout entier, déjà construits dans le droit pour se mettre à son service, perdant de facto leur essence originelle.

##### La thèse intermédiaire d’un objet mixte
La position de Michel Van De Kerchove et François Ost remet partiellement en cause une séparation forte entre les points de vue interne et externe, distinction développée par H. L. A. Hart. La meilleure position serait celle d'un « point de vue externe modéré ». Il faudrait faire une analyse externe du droit tout en tenant compte et en maîtrisant sa compréhension interne. Concrètement une théorie ne peut seulement reposer sur les concepts, et leurs conséquences logiques, préalablement établis sans tenir compte de la pratique réelle des acteurs. Inversement ne s'en tenir qu'à la pratique des acteurs ne permet pas de rendre compte de la totalité de la chose.
Toutefois, André-Jean Arnaud récuse cette position Pour lui une telle distinction de points de vue « accroît le fossé entre les sciences humaines et sociales, d'une part, et le droit d'autre part ». La position n'est pas heuristique puisqu'elle reposerait sur une prise de position initiale, à savoir l'autonomie du droit, ce qui aux yeux de l'auteur n'est ni admissible, ni prouvé. En cherchant à autonomiser le droit afin de le rendre scientifique on aboutit à l'effet inverse, à son éloignement des sciences sociales seules capables de le saisir. Pour Paul Amselek la pratique juridique (ou « dogmatique ») n'est qu'une rationalisation d'un savoir-faire. Il ne peut pas y avoir d'épistémologie de ce point de vue mais seulement une anthropologie. En cela il rejoint André-Jean Arnaud. Enfin l'un des derniers arguments d'André-Jean Arnaud est de dire que la dogmatique ou la philosophie du droit reposent toujours sur des conceptions idéologiques et un ethnocentrisme. Dans cette vision aucune épistémologie, par nature neutre, n'est envisageable.

#### Méthode de l’épistémologie juridique

##### Refus de l’assimilation aux sciences de la nature
L’épistémologie juridique suppose-t-elle des validations de type expérimental ou empirique ? L’adjectif empirique signifie « qui se rapporte à l’expérience sensible » tandis que l’adjectif expérimental veut dire « qui est fondé sur l’expérience scientifique ; qui peut servir d’expérience scientifique ». S’agissant des sciences naturelles, ces dernières démontrent par expérimentation, d’où la nécessité de mettre en place des protocoles d’expérimentation afin de tirer par induction des lois générales. Or s’agissant sciences humaines la notion d’expérience ne saurait être conçue strictement de la même manière que dans les sciences de la nature.
Philippe Jestaz remarque que le résultat de la plupart des sciences et notamment des sciences humaines se base sur l’observation de la réalité mais dans le domaine juridique il considère que « les multiples significations possible d’un texte relève de l’opinion et non de l’observation ». Ainsi, la science juridique repose sur les convictions des théoriciens. En effet, Philippe Jestaz précise que si le juriste peut dans un certain cadre observer les faits, le chercheur adopte une « démarche de militant, d’historien, de pédagogue ». Par conséquent, le résultat des sciences juridiques relèverait principalement des « thèses soutenues pas (les) chercheurs » et irait donc au-delà d’une simple observation.
Par ailleurs, la majeure partie des sciences selon l’Encyclopédie de la Pléiade « recherchent une loi en tant que relation fonctionnelle susceptible de vérité ou de fausseté quant à leur adéquation au réel ». Or dans le cadre des sciences juridiques la loi n’est pas une « catégorie de vérité » mais juste un énoncé présenté sous forme obligatoire, une norme. Philippe Jestaz affirme ainsi que « la notion de vérité n’offre pas beaucoup de pertinence dans (ce) cas ». De plus, Jean Piaget rappelle qu’une norme relève du devoir être et qu’elle « prescrit des obligations et des attributions qui demeurent valables même si le sujet les viole ou n’en fait pas usage ». Par conséquent, cela confirme d’une part que le résultat des sciences juridiques ne repose pas sur l’observation de ce qui est car les normes appartiennent au devoir être et d’autre part qu’il n’y a pas toujours une adéquation avec les faits.
Ainsi, selon Paul Amselek, la seule démarche scientifique envisageable en droit est une démarche de type anthropologique  qui se rapproche de la sociologie juridique et qui relève par conséquent des sciences de l’homme, autrement dit, d’une science qui porterait sur des régularités factuelles qui peuvent induire des règles pratiques de conduite. Ainsi, range-t-il la dogmatique juridique dans ce qu’il qualifie de démarches de type technologique, qui selon lui procèdent d’une description et se situent donc en dehors du concept de causalité. Par conséquent, ces démarches ne peuvent faire l’objet d’une vérification expérimentale et ne relèvent donc pas de l’ordre de la vérité. Il s’agit d’un discours orienté vers un savoir-faire.

##### Affirmation d’une méthode propre
Yan Thomas soutient qu’il existe un langage propre du droit. En effet, selon lui, les sciences juridiques ont un langage autonome qui se distingue donc du langage ordinaire. Même si les termes utilisés appartiennent au langage courant, ces derniers sont utilisés dans un contexte juridique qui leur donne un sens bien spécifique, il parle alors « d’attraction sémantique ». Ainsi, selon Yan Thomas, « tous les mots d’un énoncé de droit doivent donc être présumés revêtir un sens juridique particulier ». Toutefois, cela n’induit pas nécessairement une méthode propre d’analyse.
En revanche, Marcel Waline met en lumière le fait qu’il existe des démarches propres au domaine juridique. C’est le cas par exemple lorsque le juge « établit des faits (…) les caractérise en les qualifiant (…) et en tire les conséquences juridiques ». Ainsi, comme le dit Christian Atias « la mise en œuvre du droit fait appel à un savoir-faire particulier, à des techniques ou méthodes caractéristiques ; le doute n’est pas permis ».

## Spécificité de l’épistémologie juridique

### Distinction avec d’autres disciplines juridiques
La spécificité, le caractère spécifique, « se dit de ce qui est propre à une espèce, à l’exclusion de toute autre ». C'est donc la caractéristique originale d'une discipline et son caractère exclusif, relevant d'un champ qui lui est propre. La question de la spécificité de l'épistémologie juridique revient donc à se demander si c'est une matière ayant un objet propre au sein des disciplines juridiques.

#### Distinction avec la philosophie du droit
Afin de cerner la spécificité de l'épistémologie il convient de la distinguer de la philosophie du droit. Comme le soulignent certains auteurs, il semble que l'expression de philosophie du droit ne se soit imposée qu'au cours du XIXe siècle avec l'apport d’Hegel. Ce dernier, reprenant les interrogations des philosophes de l'antiquité, affirmait la spécificité de la philosophie juridique en tant que mode spéculatif de connaissance visant à découvrir des vérités et des concepts exacts. La philosophie est donc une activité de création de concept. Or le droit manipulant des concepts, il serait alors lui-même philosophique.
Ces réflexions philosophiques engendrent, comme le note Jean-François Perrin, une confusion entre l'être et la connaissance, entre le droit et le savoir juridique, confusion qui nuit à l'affirmation d'une épistémologie spécifique. En effet, la philosophie du droit tente de dégager une connaissance de son objet d'étude à travers une réflexion sur l'essence de celui-ci. Il serait donc nécessaire de séparer l'étude de l'être, de l'essence, relevant de la philosophie théorique et spéculative et l'étude des modalités du savoir, de la connaissance, relevant de l'épistémologie. Les interrogations philosophiques mais ne devraient pas être utilisées dans le cadre d'une recherche au péril de nuire à sa justification. On aurait donc des interrogations en philosophie du droit distinctes de celles de l'épistémologie car la philosophie porterait plutôt sur l'essence, les valeurs, les origines et finalités du droit. L'épistémologie se focaliserait sur les modes de connaissance du droit.
Si la philosophie du droit peut être distinguée de l'épistémologie, reste en suspens la question de la pénétration de réflexions purement philosophiques dans le champ de l'épistémologie. Si l'épistémologie est distincte de la philosophie de par son objet, il semble comme le note Pierre Aubenque  qu'elle ait une parenté profonde avec la métaphysique. En effet, l'épistémologie supposerait une prise de position dans le débat philosophique, et si tel est le cas alors aucune spécificité ne serait envisageable. L'épistémologie dépendrait alors de la philosophie, en découlerait, comme le note Christian Atias.
Cependant il semble qu'on puisse élaborer une épistémologie sans prendre parti à ce débat, affirmant ainsi la spécificité de l'épistémologie comme le suggère le courant constructiviste. Selon ce courant, le concept est produit par l'esprit mais ne s'y réduit pas et laisse ouverte les questions proprement philosophiques. Le concept juridique est donc médiat c'est-à-dire que c'est par l'étude de la réalité, par exemple des solutions jurisprudentielles, qu'on élabore le concept, celui-ci étant donc construit afin rendre compte de l'objet observé. Contrairement à la philosophie, l'épistémologie ne porterait dès lors pas directement sur l'objet observé, mais aurait pour but de le construire et de le comprendre. Connaître serait alors synonyme de comprendre, interpréter ou construire.

#### Distinction avec la méthodologie du droit
La méthodologie est l'étude des méthodes, des procédés utilisés par les juristes, elle cherche à comprendre les solutions de droit positif. Pour ce faire elle s’intéresse aux raisonnements en identifiant les prémisses des syllogismes utilisés. Christian Mouly dénonce ainsi la confusion entre cette méthodologie et une épistémologie descriptive et explicative. On aurait alors une distinction possible, comme le suggère Jean-Louis Bergel, entre une méthodologie qui a pour objet la réalité juridique, le droit positif, se rapprochant alors de l'approche phénoménologique, et l'épistémologie qui se fonde sur des notions pures en cherchant à les structurer et à former un système cohérent et rationnel. En ce sens Charles Eisenmann  affirme la nécessaire articulation entre les différents concepts et classifications dans un but de rationalisation et de cohérence, objectif strictement méthodologique.

#### Distinction avec la théorie générale du droit
La recherche d'un système structuré et cohérent, s'attachant au sens, relève des théories générales du droit. Ces dernières tentent, en partant de l'observation des systèmes juridiques, de définir le droit de façon générale. Il semble donc que la théorie générale du droit ait une visée ontologique et de ce fait se rapproche de la philosophie du droit. Cependant, comme le note le Jean-Pascal Chazal, une distinction peut être effectuée entre ces deux disciplines. La théorie générale du droit est avant tout une représentation, une description globale du système juridique, visant à l'identification de ses éléments permanents et de leur articulation. La théorie générale du droit est alors un travail d'extraction des concepts et techniques observées dans un système juridique. On a donc une opposition entre la théorie générale du droit qui part du droit pour mieux cerner son fonctionnement, et la philosophie du droit partant avant tout de la philosophie pour transcender le domaine juridique et en appréhender l'essence.
Si on part de la définition d'une théorie comme étant l'expression de régularités, l'arrière-plan de l'objet étudié, on peut entrevoir la distinction entre ces théories générales du droit et l'épistémologie juridique. En effet, la théorie générale, une fois déliée de la philosophie, a une visée descriptive, empirique, prenant le droit tel qu'il est, s'opposant alors à l'épistémologie qui se veut critique vis-à-vis des principes, postulats, méthodes et résultats de la connaissance. En effet, l'épistémologie n'est pas un discours scientifique visant à cerner le phénomène juridique, mais s'intéresse aux modes de connaissance du droit, à l'étude des conditions de la production scientifique. L'épistémologie ne cherche pas à décrire le droit tel qu'il est mais son analyse se porte sur un savoir juridique qu'elle remet en question pour orienter la pensée juridique. Le but de cette entreprise n'est alors plus d'exposer l'objet « droit », mais de construire intellectuellement une matrice pour le saisir.
L'épistémologie vise à soumettre à la critique les propositions émises sur le droit afin de vérifier leur validité et leur statut de connaissance juridique. Ces propositions sont notamment émises par la dogmatique juridique qui désigne un ensemble d'opinions savantes sur le droit de la part des auteurs. Dès lors on ne se situe plus dans la théorie générale du droit mais dans les théories générales en droit qui sont des descriptions du droit positif sectorisées (par exemple la théorie des vices du consentement).
On doit donc nécessairement adopter une approche critique des théories et ne pas les tenir pour acquises. Ces dogmes sont des obstacles épistémologiques au sens de Popper puisqu'ils font obstacle à toute réfutation  et donc à tout caractère scientifique. De ce fait l'épistémologie a pour but d'opérer une approche critique vis-à-vis de ces théories afin d'en tirer les éléments nécessaires à la création d'une matrice disciplinaire ayant un caractère opératoire. Si l'épistémologie est, comme le note Rémy Libchaber, une abstraction de la réalité et une conceptualisation par nécessité, elle doit fournir un système utilisable par les juristes. En ce sens comme le souligne Sébastien Pimont, les constructions juridiques sont provisoires et évolutives car elles sont soumises à une critique permanente. Bachelard  explique ce phénomène par le fait que toute bonne définition est sujette à des variations tant la méthode scientifique, ayant permis sa construction, est complexe. On note alors une familiarité avec la notion de paradigme de Kuhn. En effet pour ce dernier une communauté scientifique s'accorde autour d'un paradigme, et la recherche conduit à la découverte de nouveaux phénomènes, anomalies, allant à l'encontre de celui-ci, de nouvelles théories faisant ainsi évoluer le paradigme.

#### Distinction avec l’économie, la sociologie ou l’anthropologie juridiques
Nous disposons aujourd’hui d’une anthropologie juridique portée par Norbert Rouland, et d’une sociologie juridique introduite en France par Henri Lévy-Bruhl ayant pris son essor avec Jean Carbonnier. Enfin, l’analyse économique du droit est née à l’université de Chicago sous la plume de Ronald Coase.
La sociologie et l’anthropologie juridique poursuivent le même but : « comprendre le fonctionnement des sociétés humaines ». La différence réside dans le fait qu’originairement l’anthropologie étudie les sociétés dites « exotiques », et adopte un point de vue extérieur quand le sociologue lui étudie plutôt les sociétés occidentales, et donc sa propre société. Les versants juridiques de ces matières s’occupent donc des interactions entre le droit et les comportements humains. Toutefois, la distinction entre les deux matières va en s’atténuant, comme le fait remarquer Norbert Rouland les sociologues s’intéressent de plus en plus aux données fournies par l’ethnologie et les anthropologues du droit prennent leur propre société pour objet d’étude.
L’analyse économique du droit consiste quant à elle principalement en quatre thèses :
- La thèse behavioriste qui affirme que la théorie microéconomique permet de prédire les comportements des individus en présence de règles juridiques.
- La thèse normative qui affirme que le juge doit choisir la règle juridique la plus efficace.
- La thèse descriptive qui affirme que les règles juridiques induisent en fait un comportement efficace.
- La thèse évolutionniste qui affirme que « les forces sociales choisissent des règles adaptées, ou au moins, plus efficaces que celles qu’auraient autrement adopté ceux qui créent le droit. »

Les différentes disciplines que sont la sociologie du droit, l’anthropologie du droit, ou encore l’analyse économique du droit ne sont toutefois que des sous distinctions de la discipline plus générale à laquelle elles appartiennent. Le droit est ici l’objet d’étude de ces matières. Il ne s’agit pas de porter une réflexion sur le droit en lui-même et pour lui-même, mais simplement d’étudier de quelle manière il peut interagir sur les comportements humains ou sur l’activité économique. Nous avons par exemple un économiste, Gary S. Becker, qui a proposé une analyse économique du mariage. Quasiment tout est susceptible d’être analysé par ces matières, y compris le droit. Mais ces auteurs ne font en aucune manière de l’épistémologie juridique. Ce sont des économistes qui étudient d’un point de vue externe la matière juridique, avec leurs concepts, leur méthode.

### Caractères de l’épistémologie juridique

#### Descriptive ou normative?
Une épistémologie normative, au sens strict, est une représentation idéale du droit, elle ne tente donc pas de représenter le phénomène juridique tel qu'il est dans les faits. Or pour Henri Lévy-Bruhl "il n'y a pas, et il ne saurait y avoir de science normative. Ces deux termes sont contradictoires. Nul ne conteste le caractère normatif des règles de droit, mais ce n'est pas un obstacle à la constitution d'une science qui prendrait ces règles pour objet".
Selon Hans Kelsen, il existe deux groupes de sciences, les sciences de la nature, dont l'objet est la nature et les sciences sociales, dont l'objet est la société. Le droit, toutefois, montre ici sa spécificité en se distinguant de chacune d'elles. En effet, les propositions de droit décrivent un devoir-être objectif, et la science du droit est une science normative, différente des sciences de la nature et des sciences sociales qui s'intéressent à des êtres. En effet, l'opposition entre sciences de la nature et sciences normatives revient, dans le cadre d'une science du droit, à étudier la classe des normes juridiques en postulant qu'elles seraient logiquement indépendantes de la réalité sociale, c'est-à-dire de leur application et des conséquences qu'elles entrainent sur l'organisation sociale.
D'après André-Jean Arnaud, si la science juridique est conçue comme l'étude des seuls actes normatifs, on cherchera à la purifier de ses aspects sociologiques, mais il s'agira alors d'une science des normes et non d'une science du droit. Si, en revanche, on définit la science juridique comme une activité de connaissance d'un phénomène social, alors l'étude des actes normatifs, bien qu'y étant incluse, ne constituera que l'un des aspects d'une approche scientifique de ce phénomène. Toutefois, même dans ce dernier cas, le statut accordé aux énoncés prescriptifs se révèle essentiel afin d'élaborer une pratique scientifique et de déterminer notamment s'il existe une impossibilité de confronter les propositions normatives aux propositions relatives à l'existence de faits normatifs. Ces propositions sont constituées d'énoncés décrivant des normes ainsi que les conséquences de leur application. Pour atteindre ce but, il s'avère en effet nécessaire de confronter les propositions normatives avec la réalité juridique, seule possibilité pour réaliser des tests empiriques de validité des théories juridiques.
En revanche, Christian Atias propose une épistémologie juridique descriptive. Il s'explique sur ce qualificatif au début de son ouvrage en posant la question de la spécificité de l'épistémologie juridique. Il y aurait une épistémologie juridique au sens large qui ne se présente que comme une branche de la philosophie du droit et ne se donne pas un objet propre. L'idéologie y aurait sa place. À côté de cette discipline, Christian Atias pose en hypothèse qu'il y aurait place pour une autre discipline scientifique, pour une épistémologie juridique au sens strict qu'il faudrait appeler : épistémologie juridique descriptive. Elle se donnerait pour objet non pas le droit mais la connaissance du droit.
Selon Roland Ricci, l’épistémologie juridique peut être envisagée sous deux angles différents, d'une part, comme étant une théorie de la connaissance du droit, elle se fait alors descriptiviste, ayant pour objet le droit positif, d'autre part comme la théorie de la science du droit, elle se fait alors critique et constructiviste, le droit étant considéré comme pratique scientifique.

#### Synchronique ou diachronique?
En linguistique, l'approche dite diachronique s'intéresse à l'histoire de la langue et étudie ses évolutions. L'approche dite synchronique s'intéresse à une langue à moment précis de son histoire.
Pour Henri Lévy-Bruhl, le juriste a de la chronologie et de la vérité une conception différente. Ce qui l'intéresse, ce n'est pas le moment où le fait s'est matériellement produit, c'est celui où il exerce son influence.
Quand l'historien étudie un texte de nature juridique son premier réflexe est d'en rechercher le sens premier. Pour le juriste au contraire, un texte juridique est autre chose qu'une pièce d'archive dont la signification et la portée restent attachées aux circonstances. Le texte est destiné à produire ses effets sur un milieu en constante évolution, il s'ensuit qu'il change constamment de sens, et que sa signification première n'a pas plus d'importance que les sens différents dont il se charge au cours du temps.
Aux yeux de l’épistémologie, il n'y aurait pas de privilège pour le droit existant au préjudice du droit passé. En outre, aucune des institutions actuellement en vigueur ne saurait se comprendre si l'on ne connait ses antécédents, les conditions de sa naissance et de son développement. Peu importe qu'une institution ait été pratiquée dans le passé sur le territoire national, ou qu'elle le soit, à l'heure présente dans un pays étranger, sa nature n'en est pas changée pour autant. De même, pour Henri Levy-Bruhl, ce qui importe, c'est l'étude de l'institution, et non le lieu ou l'époque où elle est en vigueur. Donc la recherche ne porte pas sur les systèmes juridiques que sont les droits nationaux, tels que le droit français, le droit allemand.

#### Différentielle ou unitaire?
L’une des rares positions nettes sur la question est celle de Christian Atias. Selon cet auteur l’épistémologie juridique se doit d'être "résolument différentielle".En effet, l’hypothèse de l’unité du droit serait en soi douteuse et l’épistémologie permettrait justement de faire saillir les différences de traitement d’une même notion selon ses domaines. Il n’y aurait pas ainsi une notion de jurisprudence, mais différentes façons de la concevoir par exemple, en droit des contrats, en droit de l’urbanisme ou en droit de la consommation.

## Travaux d’épistémologie juridique

### Travaux usant explicitement du terme d’ «épistémologie juridique»

#### François Gény
Apparemment, la première personne à utiliser le terme d'épistémologie juridique serait François Gény en 1913. En effet, le chapitre 4 de son livre « Science et technique en droit privé positif » s'intitule « Du rôle des éléments intellectuels en tout élaboration de droit positif : essai d'épistémologie juridique ».
Son épistémologie se replace dans un contexte particulier : il invoque le vieillissement du Code civil et la naissance du droit administratif pour dire que les méthodes d'interprétation ne sont plus suffisantes, que le juge ne peut plus se baser uniquement sur la loi. Il faut développer d'autres méthodes d'interprétation pour l’étude du droit. François Gény, dans son ouvrage, explique le dépassement de la vision traditionnelle de l’interprétation pour, dans le chapitre 4, tenter une épistémologie qui aurait pour but de décrire et de comprendre les procédés intellectuels auxquels le juge fait référence quand il prend ses décisions.
L'auteur dans cet ouvrage, et plus précisément dans le chapitre 4, tente d'élaborer une théorie qui a pour but non seulement d'orienter les pensées du jurisconsulte mais qui a aussi pour mission d'influencer son action. Il part donc du jurisconsulte et précise que ce dernier ne peut pas s'appuyer uniquement sur le droit ; en effet la mise en œuvre du droit ne repose pas uniquement sur les textes, il faut aussi inclure l'utilisation des facultés intellectuelles. C'est ceci qui constitue l'objet épistémologique pour Gény. Son épistémologie aurait pour but de guider la connaissance des jurisconsultes, ce qui permet d'ajouter à l'étude du droit celle de la jurisprudence. Il cite les outils qui permettent d'arriver à cette théorie de la connaissance et définit les étapes par lequel les juges y accèdent.
François Gény veut se contenter de décrire comment les jurisconsultes arrivent à leurs conclusions, leurs méthodes d'investigations, comment ils réfléchissent et comment ils arrivent à créer du droit à travers les concepts. Il fait une description analytique du raisonnement des jurisconsultes, la façon dont ils utilisent leurs facultés intellectuelles pour en arriver à cette solution. Par la suite, il fait une étude critique de ce système.

#### Jeanne Parain-Vial
En 1959, Jeanne Parain-Vial met en relation épistémologie et droit et publie un article aux archives de philosophie du droit. Elle base son analyse sur les concepts, se pose la question de leur création, de leur pertinence et de la relation qu'ils ont avec le réel. En effet ces derniers influencent le réel mais ils sont aussi en retour influencés par lui. Elle estime que les concepts juridiques n'agissent pas comme ceux des autres disciplines scientifiques, il faut donc une méthode proprement juridique pour les saisir. Ils n'ont de plus pas la même fonction. Répondre à ces questions revient, selon elle, répondre au problème de l'existence du droit. Elle adopte donc une position différente de celle de Gény et de ses contemporains dans le sens où son point de départ n'est pas le jurisconsulte mais le concept.

#### Christian Atias
C’est l’auteur de référence car il a consacré de nombreux écrits à l’épistémologie juridique. Christian Atias propose une épistémologie juridique descriptive. Il s'explique sur ce qualificatif au début de l’un de ses ouvrages en posant la question de la spécificité de l'épistémologie juridique. Il y aurait une épistémologie juridique au sens large qui ne se présente que comme une branche de la philosophie du droit et ne se donne pas un objet propre. L'idéologie y aurait sa place. À côté de cette discipline, Christian Atias pose en hypothèse qu'il y aurait place pour une autre discipline scientifique, pour une épistémologie juridique au sens strict qu'il faudrait appeler : épistémologie juridique descriptive. Elle se donnerait pour objet, non pas le droit mais la connaissance du droit.

### Travaux traitant implicitement de thèmes épistémologiques

#### Thème épistémologique de la science du droit

##### Hans Kelsen
Kelsen peut aussi être considéré comme ayant proposé une épistémologie. Comme il l'explique dans son article « Qu'est ce que la théorie pure du droit ? », il a pour projet une théorie exempte de toutes idéologie politique ou d'éléments relevant des sciences de la nature, ce qui a permis a un auteur tel qu'Emmanuel Picavet d'en conclure qu'il adopterait une méthode épistémologique bien que lui-même ne se définisse pas en tant qu’épistémologue. Cette épistémologie tendrait à la délimitation correcte de l'objet d'étude ; elle accorde le rôle principal à la définition de la discipline.
Cependant, tous les auteurs ne sont pas en accord sur le fait de savoir si Kelsen adopte ou non une démarche épistémologique. Christian Atias estime qu'il a une position philosophique et que son œuvre ne tente pas de décrire le droit et son savoir.

##### Michel Troper
À l’instar des auteurs comme Hans Kelsen qui considèrent que le droit est la norme, Michel Troper propose une épistémologie du droit, qu’il nomme « science du droit ». Cette science se veut empirique, c’est-à-dire qu’elle se fonde uniquement sur l’observation, sur l’expérience. Elle a pour thème la description des normes en vigueur et non pas des normes applicables; autrement dit la description pure sans interprétation ni recommandation, d’un énoncé juridique auquel une autorité, comme un tribunal, a attribué une signification par le biais d’un « acte d’interprétation ». C’est par exemple dire ou écrire qu’il existe une norme selon laquelle il est obligatoire d’informer le client pour un vendeur, un banquier ou un patient pour un médecin. Ici, le juriste observe la norme qui lui est donnée par les autorités et il décrit cette norme qui s’intègre dans le droit positif sans émettre de jugement, conservant une neutralité axiologique, comme le scientifique observe puis décrit un phénomène naturel. En faisant cela, on peut aussi décrire le processus qui a conduit à l’attribution d’une telle signification à un énoncé, c’est-à-dire pour Michel Troper « l’ensemble des contraintes qui ont contribué à déterminer la décision ». Le raisonnement se veut empirique, tandis que l’objet de ce raisonnement est juridique puisque l’on observe et relate le discours à portée normative du législateur ou du juge.

##### Henri Lévy-Bruhl
Pour Henri Lévy-Bruhl, l’unique thème de l’épistémologie du droit, qu’il nomme « juristique », est l’étude des institutions, des faits juridiques considérés en eux-mêmes en utilisant une approche à la fois juridique, historique, sociologique et comparative. Ce serait, par exemple, étudier le fait institutionnel que l’on nomme le mariage en tant que fait juridique, étudier la vision qu’on en a en dehors de nos frontières, les interactions que ce fait peut avoir avec d’autres faits sociaux ainsi que son histoire pour comprendre cette institution telle qu’elle l’est aujourd’hui par le moyen d’inductions du présent au passé. On voit bien ici qu’une fois encore le raisonnement n’est pas spécifiquement juridique puisque l’on étudie un objet juridique par le biais d’un raisonnement pluridisciplinaire en se référant à l’histoire, à la sociologie et à une approche comparatiste. L’objet reste bien spécifiquement juridique puisqu’il s’agit de se pencher sur un fait juridique comme l’esclavage ou la garde à vue et seul un juriste est en mesure de le faire comme le rappelle Henri Lévy-Bruhl.

#### Thème épistémologique des théories générales
Sébastien Pimont critique les conséquences de la systématisation du droit par le biais de théories générales figées. En effet, si systématiser le droit en usant de théories générales permet de le connaître, cela ne permet pas de connaître tout le droit : des dispositions sont peu utilisées voire inutilisées car elles sont oubliées dans l’élaboration de la théorie générale. La lecture d’un arrêt se fera à travers le prisme de la théorie générale et l’on n’en donnera pas une interprétation autre que celle commandée par la théorie générale.
De plus, les théories générales ne permettant pas l’évolution du droit en ce qu’elles sont figées, Sébastien Pimont prône un processus évolutif. La systématisation introduit un paradoxe: la connaissance du droit est possible, mais une connaissance nouvelle du droit, en revanche, ne l’est pas dès lors qu’elle pourrait contrarier l’apprentissage cognitif du droit actuel. La systématisation à laquelle se livre l’épistémologie est donc nécessaire à la connaissance de la matière juridique mais il faut donc maîtriser les effets que cette systématisation peut avoir.
D'autres travaux de nature épistémologique ont pris forme lors de vives controverses, l'épistémologie juridique ayant à cette occasion une fonction rhétorique et servant alors d'argument pour appuyer des convictions doctrinales ou philosophiques. Certaines contributions à l'épistémologie ont pour but la légitimation de l'existence de la doctrine, comme l'article de Marcel Waline « Empirisme et conceptualisme dans la méthode juridique : faut-il tuer les catégories juridiques ? »  dans lequel il émet une réflexion sur le débat opposant Bernard Chenot, alors commissaire du gouvernement au Conseil d'État, à Jean Rivero à propos des « faiseurs de système », la doctrine. Marcel Waline y défend l'intérêt de la doctrine, à laquelle il appartient, en justifiant l'existence de celle-ci par la nécessité des catégories juridiques et des concepts abstraits qu'elle crée.
Christian Atias a pu, par ailleurs, dénoncer l'instrumentalisation de l'épistémologie juridique pour dédouaner le positivisme, selon lequel le juriste doit décrire ou expliquer le droit positif, en s'abstenant de tout jugement éthique. Si le procès contre le positivisme a eu, auparavant, comme cibles privilégiées les dérives doctrinales des juristes ayant commenté objectivement les lois antisémites de la période Vichyste (Duverger, Perreau, Ripert ou Bonnard), celui-ci s'est dynamisé récemment à l'occasion d'événements juridiques donnant lieu à des controverses morales ou éthiques.

#### Thèmes épistémologiques divers

##### Les notions fonctionnelles
Guillaume Tusseau dénonce « la notion (trop) fonctionnelle de notion fonctionnelle », qui avait été façonnée par le doyen Vedel, dans sa distinction entre notion fonctionnelle et notion conceptuelle, distinction jusque-là reprise par la doctrine sans interrogation particulière sur sa pertinence. Pour Vedel, une notion conceptuelle comprend une définition complète et son contenu est abstraitement déterminé. À l'inverse, une notion serait fonctionnelle en ce qu'elle procèderait directement d'une fonction qui lui confèrerait, seule, sa véritable unité. C'est une notion ouverte, prête à s'enrichir, « elle permet au juge de résoudre un certain nombre de problèmes du même type au jour le jour, tout en réservant l'avenir ». De nombreuses notions juridiques sont fonctionnelles : l'acte de gouvernement, la voie de fait, le domicile, l'appréciation souveraine des juges du fond, etc. Guillaume Tusseau rompt alors avec ces acquis valorisés pour étudier la méta-notion de notion fonctionnelle, en déceler des lacunes et des inconvénients, avant de proposer son abandon « au profit d'outils empruntés à une approche analytique et stratégiques des discours juridiques ».

##### Le gouvernement des juges
Denys de Béchillon quant à lui remet en cause le concept largement utilisé du gouvernement des juges, en ce qu'il obscurcit l'idée qu'il est censé exprimer. Ce concept met à mal la spécificité contextuelle du travail de création prétorienne, qui est très différent de celui d'un gouvernement. Il sous-entend qu'il existerait des hypothèses où le juge ne gouvernerait pas. Surtout, il laisse à penser que le juge laisse voir son travail comme étant similaire à celui d'un gouvernement, alors qu'en réalité, d'après Denys de Béchillon, le juge ne crée des normes qu'à visage caché, « la légitimation du travail créateur reposant avant tout sur l'entretien d'une fiction censée garantir le caractère non politique (et donc non gouvernemental) de la fonction de juger ». Il propose donc de dissoudre la question porteuse du concept.

##### Le principe de légalité
À l’occasion d’un colloque, Louis Favoreu propose de relater l’histoire du paradigme du droit, qui depuis le XIXe siècle s’assimile en France à la loi, si bien que le Conseil constitutionnel lui-même va faire une sorte d’abus de langage utilisant, dans une décision du 25 février 1982, l’expression de « principe de légalité ». Pourtant, ce n’est pas la loi mais le droit entier, en ce qu’il recouvre aujourd'hui le droit constitutionnel, qui est visé. Louis Favoreu soutient que "le juriste classique ne parvient pas à concevoir que la légalité inclut la constitutionnalité, et surtout en France…". On voit là que l’auteur, dans une analyse comparative de l’herméneutique des décisions juridictionnelles, porte un regard d’épistémologue sur les conceptions que se font les juristes des principes jurisprudentiels.

### Ouvrages
- Alland (D.) ; Rials (S.) (dir.), Dictionnaire de la culture juridique, PUF, Lamy, Quadrige, 2003.
- Arnaud (A.-J.), Perrin (J.-F.), entrée « épistémologie juridique », Dictionnaire encyclopédique de théorie et de sociologie du droit, 2e éd., LGDJ, 1993.
- Atias (Ch.), Questions et réponses en droit, PUF, L’interrogation philosophique, 2009.
- Atias (Ch.), Philosophie du droit, PUF, Thémis, 3e éd., 2012.
- Atias (Ch.), Épistémologie juridique, Dalloz, Précis, 2002.
- Atias (Ch.), Épistémologie du droit, PUF, Que sais-je ?, 1994.
- Atias (Ch.), Science des légistes, savoir des juristes, Presses universitaires d’Aix-Marseille, 3e éd., 1993.
- Atias (Ch.), Théorie contre arbitraire, PUF, Les voies du droit, 1987.
- Atias (Ch.), Épistémologie juridique, PUF, Droit fondamental, 1985.
- Barraud (B.), La recherche juridique. Sciences et pensées du droit, L'Harmattan, Logiques juridiques, 2016
- Bergel (J.-L.), Méthodologie juridique, PUF, Thémis, 2001.
- Bergel (J.-L.), Théorie générale du droit, Dalloz, Méthodes du droit, 4e éd., 2003.
- Frydman (B.), Haarrscher (G.), Philosophie du droit, Paris, Dalloz, 2002.
- Gény (F.), Science et technique en droit privé positif, Sirey, 4 tomes, 1913, 1915, 1921, 1924.
- Miaille (M.), Une introduction critique au droit, Paris, F. Masperi, 1976.
- Picavet (E.), Kelsen et Hart : la norme et la conduite, PUF, 2000.
- Léna Soler (préf. Bernard d' Espagnat), Introduction à l’épistémologie, Paris, Ellipses, coll. « Philo-sup », 2009 (1re éd. 2000), 335 p. (ISBN 978-2-7298-4260-4 et 2-729-84260-8, OCLC 495074340)  — Nouvelle édition revue et augmentée.
- Michel Troper, La philosophie du droit, Paris, Presses universitaires de France, coll. « Que sais-je ? » (no 857), 2003, 1re éd., 126 p. (ISBN 978-2-13-053324-5 et 2-130-53324-8, OCLC 440249889).
- Bjarne Melkevik, Epistemologie Juridique et Deja-Droit, BUENOS BOOKS, 25 mars 2014 (ISBN 978-2-36670-049-7, lire en ligne)
- Cyril Sintez, Le constructivisme juridique. Essai sur l'épistémologie des juristes, Mare & Martin, coll. « Libre droit », 2014 (ISSN 2119-3185, lire en ligne)

### Articles
- Amselek (P.), « La part de la science dans les activités des juristes », Recueil Dalloz, 1997.
- Arnaud (A.-J.), « De la vanité d’un projet épistémologique dans les sciences juridiques », C. Atias, J.-L. Lemoigne (dir.), Présence de Gaston Bachelard Aix-en-Provence, Librairie de l’Université, coll. cheminements interdisciplinaires, 1988.
- Arnaud (A.-J.), « À propos d’un manuel d’épistémologie juridique : un épistémologue au-dessus de tout soupçon », Droits, 1985.
- Arnaud (A.-J.), « La valeur heuristique de la distinction interne/externe comme grande dichotomie pour la connaissance du droit : éléments d’une démystification », Droit et Société, 1986.
- Bergel (J.-L.), « Différence de nature (égale) différence de régime », Revue trimestrielle de droit civil, 1984.
- Bergel (J.-L.), « Ébauche d'une définition de la méthodologie juridique », Revue de la Recherche Juridique, 1990-4.
- Chazal (J.-P.), « Philosophie du droit et théorie du droit, ou l'illusion scientifique », Archives de Philosophie du Droit, 2001.
- Chenot (B.) « L'existentialisme et le droit », Revue française de science politique, 3e année, no 1, 1953.
- Esmein (A.) « La jurisprudence et la doctrine », Revue trimestrielle de droit civil 1902, 1902.
- Eisenmann (Ch.), « Quelques problèmes de méthodologie des définitions et des classifications en science juridique », Archives de philosophie du droit, 1966.
- Jestaz (Ph.), « Qu’est-ce qu’un résultat en droit ? », Études offertes au professeur Philippe Malinvaud, Lexinexis, Litec, 2007.
- Kelsen (H.), « Qu’est-ce que la théorie pure du droit ? », Droit et société, no 22, 1992.
- Lévy-Bruhl (H.), « La science du Droit ou “Juristique” », Cahiers internationaux de sociologie, 1950.
- Libchaber (R.), « L’impossible rationalité de l’ordre juridique », Études à la mémoire du Professeur Oppetit, Litec, 2009.
- Libchaber (R.), « Le juriste et ses objets », Enquêtes 1998.
- Mouly (Ch.), « À propos d’un manuel d’épistémologie juridique : une saine vision du droit », Droits, 1985.
- Parain-Vial (J.) « note sur l’épistémologie des concepts juridiques » Archives de Philosophie du Droit 1959.
- Pfersmann (O.), « Critique de la théorie des ʺcontraintes juridiquesʺ », dans M. Troper, V. Champeil-Desplats, Ch. Grzegorczyk (dir.), Théorie des contraintes juridiques, LGDJ, La pensée juridique, 2005.
- Pimont (S.), « Peut-on réduire le droit en théories générales ? », Revue trimestrielle de droit civil 2009.
- Ricci (R.), « Le statut épistémologique des théories juridiques : essai de définition d’une pratique scientifique juridique », Droit et société, no 50, 2002.
- Rivero (J.), « Apologie pour les “faiseurs de systèmes” », Recueil Dalloz, Chroniques, 1951.
- Tancelin (M.), « Épistémologie juridique », Les cahiers de droit, vol. 27, no 2, 1986.
- Teubner (G.), Pour une épistémologie constructiviste du droit, Annales Économies Sociétés Civilisations, 47e année, N. 6, 1992.
- Thomasset (C.), Laperrière (E.), "François Gény, la libre recherche scientifique et la nature des choses", dans Claude Thomasset, Jacques Vanderlinden et Philippe Jestaz (dir.), François Gény, mythe et réalités: 1899-1999, centenaire de Méthode d'interprétation et sources en droit privé positif, essai critique, 2000.
- Viola (F.), « Jacques Maritain et les problèmes épistémologiques actuels de la science juridique », Nova et Vetera, Genève, 1978, vol. 53, no 4, 1978.
- Waline (M.), « Empirisme et conceptualisme dans la méthode juridique : faut-il tuer les catégories juridiques ? », Mélanges en l’honneur de Jean Dabin, Bruylant, Tome I, 1963.
- Xifaras (M.), « La veritas iuris selon Raymond Saleilles. Remarques sur le projet de restauration du juridisme », Droits 2008.